# Bermin-See
Der Bermin-See  ist ein kleiner Kratersee in der Region Sud-Ouest Kameruns.

## Beschreibung
Der See liegt zwischen dem Banyang-Mbo-Naturschutzreservat und dem Bakossi National Park in den Bakossi-Bergen. Er erreicht einen Durchmesser von 700 Meter und eine Tiefe von 16 Meter. Der kreisrunde See hat keinen Zufluss und entwässert in das Stromgebiet des Cross River. Das Wasser des Sees ist leicht alkalisch und weich, mit einem Leitwert von 80 mS. Der Seeboden besteht aus einer Mischung von Schlamm und Schlick und ist mit zahlreichen Felsen, sowie Blättern, Ästen und Baumstämmen bedeckt, da die Ufer des Sees mit dichtem Urwald bewachsen ist.

## Fauna
Trotz seiner geringen Ausdehnung beherbergt der See als Ergebnis einer Sympatrische Artbildung neun kleinwüchsige und nur schwer zu unterscheidende endemische Cichliden aus der Gattung Coptodon
(C. bakossiorum, C. bemini,
C. bythobates, C. flava,
C. gutturosa,
C. imbriferna, C. snyderae,
C. spongotroktis und C. thysi). Die meisten dieser Tilapinen ernähren sich von Detritus. Nahrungsspezialisten sind C. imbriferna, ein Phytoplankton-Filtrierer und C. spongotroktis, der sich auf das Fressen von Schwämmen spezialisiert hat.
Alle Cichliden des Sees stehen als vom Aussterben bedroht (critically endangered) auf der Roten Liste gefährdeter Arten der IUCN.
Neben den neun Cichliden gibt es nur noch zwei weitere Fischarten im See, einen kleinen Karpfenfisch aus der Verwandtschaft von Enteromius aboinensis und einen Prachtkärpfling aus der Fundulopanchax mirabilis-Gruppe (= Untergattung Paraphyosemion).